# Saison 2005 de l'équipe cycliste Crédit agricole
L'Équipe cycliste Crédit agricole participait en 2005 au ProTour nouvellement créé.

## Effectif
| Cycliste            | Date de naissance | Nationalité      | Équipe 2004              |
| ------------------- | ----------------- | ---------------- | ------------------------ |
| Francesco Belloti   | 06/08/1979        | Italie           | Barloworld               |
| László Bodrogi      | 11/12/1976        | Hongrie          | Quick Step-Davitamon     |
| Alexandre Botcharov | 26/02/1975        | Russie           |                          |
| Pietro Caucchioli   | 28/08/1975        | Italie           | Alessio                  |
| Julian Dean         | 28/01/1975        | Nouvelle-Zélande |                          |
| Patrice Halgand     | 02/03/1974        | France           | Jean Delatour            |
| Cédric Hervé        | 14/11/1979        | France           |                          |
| Sébastien Hinault   | 11/02/1974        | France           |                          |
| Thor Hushovd        | 18/01/1978        | Norvège          |                          |
| Sébastien Joly      | 25/06/1979        | France           | Jean Delatour            |
| Mads Kaggestad      | 22/02/1977        | Norvège          |                          |
| Andrey Kashechkin   | 21/03/1980        | Kazakhstan       | Quick Step-Davitamon     |
| Jaan Kirsipuu       | 17/07/1969        | Estonie          | AG2R Prévoyance          |
| Christophe Le Mével | 11/09/1980        | France           |                          |
| Éric Leblacher      | 21/03/1978        | France           |                          |
| Cyril Lemoine       | 03/03/1983        | France           | néo-pro                  |
| Geoffroy Lequatre   | 30/06/1981        | France           |                          |
| Christophe Moreau   | 12/04/1971        | France           |                          |
| Dmitriy Muravyev    | 02/11/1979        | Kazakhstan       |                          |
| Damien Nazon        | 26/06/1974        | France           | Brioches La Boulangère   |
| Kilian Patour       | 20/09/1982        | France           | néo-pro                  |
| Benoît Poilvet      | 27/08/1976        | France           |                          |
| Sébastien Portal    | 04/06/1982        | France           | UC Chateauroux (néo-pro) |
| Saul Raisin         | 06/01/1983        | États-Unis       | Crédit agricole Espoirs  |
| Yannick Talabardon  | 06/07/1981        | France           | Saint-Quentin Oktos      |
| Nicolas Vogondy     | 08/08/1977        | France           | FDJeux.com               |
| Bradley Wiggins     | 28/04/1980        | Royaume-Uni      |                          |

## Victoires
| Date       | Course                                               | Pays       | Classe | Vainqueur           |
| ---------- | ---------------------------------------------------- | ---------- | ------ | ------------------- |
| 07/04/2005 | 3e étape du Circuit de la Sarthe                     | France     | 2.1    | Damien Nazon        |
| 28/04/2005 | 2e étape A du Circuit de Lorraine                    | France     | 2.1    | Bradley Wiggins     |
| 04/05/2005 | 1re étape des Quatre Jours de Dunkerque              | France     | 2.HC   | Thor Hushovd        |
| 15/05/2005 | 4e étape du Tour de Picardie                         | France     | 2.1    | Damien Nazon        |
| 22/05/2005 | 7e étape du Tour de Catalogne                        | Espagne    | PT     | Thor Hushovd        |
| 25/05/2005 | 16e étape du Tour d'Italie                           | Italie     | PT     | Christophe Le Mével |
| 05/06/2005 | Classement général du Tour de Luxembourg             | Luxembourg | 2.HC   | László Bodrogi      |
| 06/06/2005 | 1re étape du Critérium du Dauphiné libéré            | France     | PT     | Thor Hushovd        |
| 16/06/2005 | 1re étape de la Route du Sud                         | France     | 2.1    | Nicolas Vogondy     |
| 19/06/2005 | 4e étape de la Route du Sud                          | France     | 2.1    | Patrice Halgand     |
| 22/06/2005 | Championnat de Norvège du contre-la-montre           | Norvège    | CN     | Thor Hushovd        |
| 23/06/2005 | Championnat du Kazakhstan du contre-la-montre        | Kazakhstan | CN     | Dmitriy Muravyev    |
| 24/06/2005 | Championnat d'Estonie du contre-la-montre            | Estonie    | CN     | Jaan Kirsipuu       |
| 26/06/2005 | Championnat d'Estonie sur route                      | Estonie    | CN     | Jaan Kirsipuu       |
| 16/08/2005 | 1re étape du Tour du Limousin                        | France     | 2.1    | Sébastien Joly      |
| 19/08/2005 | 4e étape du Tour du Limousin                         | France     | 2.1    | Thor Hushovd        |
| 19/08/2005 | Classement général du Tour du Limousin               | France     | 2.1    | Sébastien Joly      |
| 25/08/2005 | 3e étape du Tour du Poitou-Charentes et de la Vienne | France     | 2.1    | Jaan Kirsipuu       |
| 31/08/2005 | 5e étape du Tour d'Espagne                           | Espagne    | PT     | Thor Hushovd        |
| 08/09/2005 | 8e étape du Tour de l'Avenir                         | France     | 2.1    | Bradley Wiggins     |
| 14/09/2005 | 3e étape du Tour de Pologne                          | Pologne    | PT     | Jaan Kirsipuu       |
| 30/09/2008 | 2e étape du Circuit franco-belge                     | Belgique   | 2.1    | Sébastien Hinault   |

## Classements UCI ProTour

### Individuel
| Rang | Coureur             | Points |
| ---- | ------------------- | ------ |
| 33   | Thor Hushovd        | 67     |
| 77   | Christophe Moreau   | 28     |
| 80   | Pietro Caucchioli   | 27     |
| 125  | Andrey Kashechkin   | 7      |
| 125  | Julian Dean         | 7      |
| 136  | Patrice Halgand     | 5      |
| 136  | Saul Raisin         | 5      |
| 147  | Jaan Kirsipuu       | 3      |
| 147  | Christophe Le Mével | 3      |

### Équipe
L'équipe Crédit agricole a terminé à la 9e place avec 264 points.

## Classements en Coupe de France

### Individuel
| Rang | Coureur            | Points |
| ---- | ------------------ | ------ |
| 18   | László Bodrogi     | 35     |
| 22   | Patrice Halgand    | 32     |
| 25   | Sébastien Hinault  | 28     |
| 35   | Damien Nazon       | 23     |
| 51   | Jaan Kirsipuu      | 14     |
| 54   | Kilian Patour      | 14     |
| 61   | Benoît Poilvet     | 11     |
| 73   | Thor Hushovd       | 3      |
| 76   | Francesco Bellotti | 3      |
| 78   | Cyril Lemoine      | 3      |

### Équipe
L'équipe Crédit agricole a terminé à la 2e place avec 81 points.